# 南十字龍屬
南十字龍屬（意為「南十字座蜥蜴」）是恐龍總目的一個屬，多數研究皆支持其屬於艾雷拉龍科，或與艾雷拉龍屬關係相近。其化石發現於巴西南部的聖瑪利亞層，生存年代約為晚三疊世卡尼期，是已知最早期的恐龍之一。

## 發現與命名

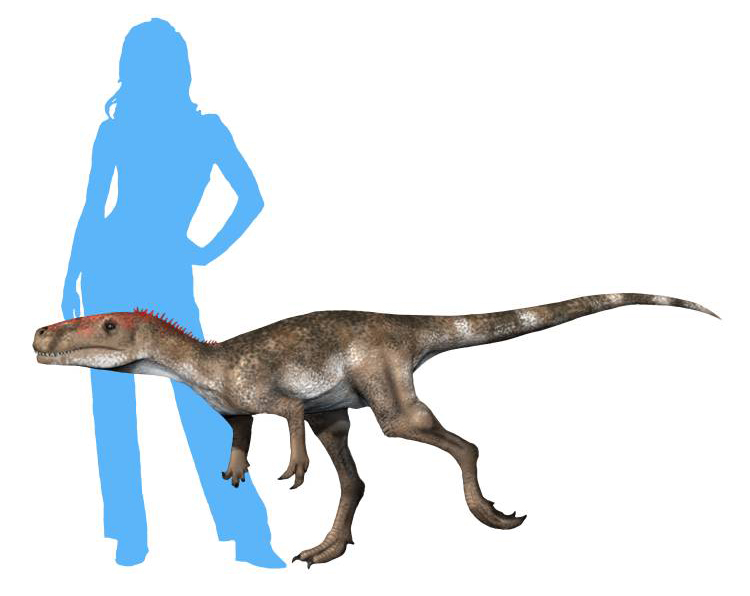
南十字龍與人類的體型比較

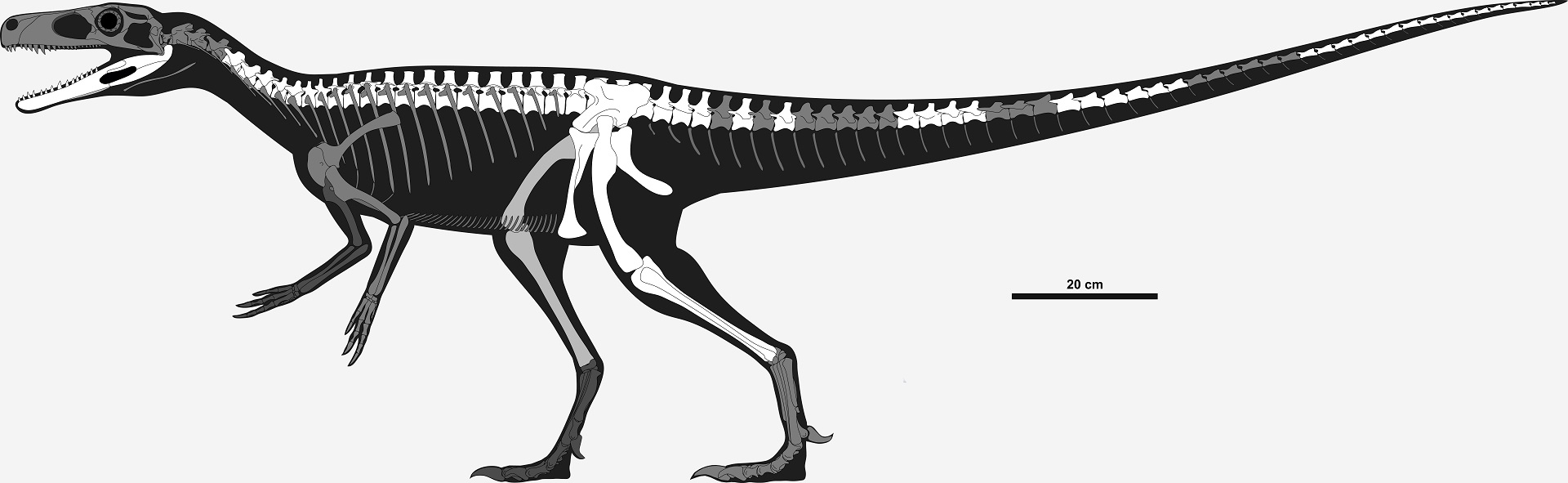
普氏南十字龍的骨骼重建圖，白色骨骼是模式標本涵蓋的部位

南十字龍的模式標本（編號MCZ 1669）係於1936年，由當時任職於美國哈佛大學比較動物學博物館的古生物學家普萊斯與懷特，在巴西南里奥格兰德州聖瑪麗亞城外的一處農地發現，包含下頜、多節脊椎、骨盆與後肢骨骼。美國自然史博物館的古生物學家寇伯特認為這批化石屬於一種新的恐龍，於1970年以新屬南十字龍屬、新物種普氏南十字龍（Staurikosaurus pricei）的地位描述。屬名由古希臘文（staurikós，意為「十字的」）與（saûros，意為「蜥蜴」）組成。當時，南半球的恐龍化石非常少見，因此寇伯特以南半球的意象南十字星座命名，而南十字星座也是巴西國旗的元素之一。種小名則來自普萊斯的姓氏。

## 特徵
南十字龍生活于三叠纪晚期卡尼階（約2.33億年前），是已知最古老的恐龍之一。南十字龍的身長約2公尺，尾巴的長度約80公分，體重约30公斤。其獨有的特徵包含恥骨遠端的前內側呈斜截狀、股骨的大轉子非常不發達、脛骨遠端在遠端視角下接近圓形、腓骨內側的近端三分之一處有一道沿背腹方向延展的凹溝。
雖然牠的牙齒和姿態顯示牠是一個肉食類的恐龍，但是有些研究人員認爲牠是屬於蜥腳下目類的恐龍，因為南十字龍的骨骸類似原蜥腳下目。南十字龍可能代表蜥臀目的祖先到獸腳亞目和蜥腳形亞目的分岐進化的過渡期。然而一個在亞利桑那州多色沙漠發現的未命名化石，被認為是種典型原蜥腳下目恐龍，似乎原蜥腳下目是在南十字龍出現前已經演化出來。一個2009年的研究顯示，南十字龍與近親始盜龍、艾雷拉龍可能屬於獸腳亞目，而且是在蜥腳下目與獸腳亞目分開演化後，才演化出來。
南十字龍的化石記錄極為不完整，只有大部分的脊椎骨、後肢、和大型下頜。但是，因為化石的年代是在恐龍時代的早期，而且原始，所以大部分的南十字龍特徵都得以重建。譬如南十字龍常被提及的五根手指與五個腳趾，這是一個非常原始的恐龍特徵。自從南十字龍的腿部骨骸被發現後，南十字龍被視為快速奔跑者。南十字龍只有兩個脊椎骨連接骨盆與脊柱，這是一個明顯的原始排列方式。南十字龍的尾巴可能長而細；較晚期的蜥腳下目恐龍，相較於牠們的重量，有較大、較短的尾巴。
根據重建過的下頜骨頭，顯示出滑動的下巴關節，可讓下頜左出前後、左右、上下移動的動作。因此，南十字龍能將較小的獵物，沿者小而往後彎曲的牙齒，往喉嚨後方推動。這個特徵在當時的獸腳亞目恐龍相當普遍，但在晚期的獸腳亞目恐龍則消失了，被推測是因為牠們吞食較小獵物時，已不需要這種方式。

## 大眾文化
- Paleorrota地質公園的旗幟，是南里约格朗德州的州旗加上南十字龍。這是因為南十字龍是巴西發現的第一種恐龍，也是該地區發現的第一種恐龍。
- 2024年10月19日登上google doodle，慶祝最早期的恐龍之一的南十字龍在2010年10月19日Alcober OA 與 Martinez RN出版南十字龍骨骼的輪廓重建。[5]